# 디나모역
디나모역(러시아어: Дина́мо)은 모스크바 지하철 자모스크보레츠카야 선의 역이다. 레닌그라드스키 거리에 위치해있으며, 역의 이름은 역 근처에 있는 디나모 경기장에서 따온 것이다. 1938년 9월 11일 개장했다. 리히텐베르크와 유리 레콥스키에 의해 디자인되었으며, 역은 전체적으로 스포츠 테마로 장식되어 있다. 본 역에서 페트롭스키 파르크 역을 통해 볼샤야 콜체바야 선으로 환승할 수 있다.

## 설계
디나모 역은 39.6미터(130피트) 깊이에 위치하고 있으며, 3층 깊이의 주탑 설계를 따르고 있다.

## 과학적 접근
1940년에 물리학자 게오르기 플료로프와 콘스탄틴 페트르자크는 우라늄의 붕괴를 관찰하기 위해 본 역을 이용했다. 정거장의 깊이가 그들의 작업에서 우주선의 잠재적 영향을 줄 수 있었고, 야간에 일하면서 과학자들이 자발적인 핵분열을 발견했다.